# James Saumarez
James Saumarez, 1. baron De Saumarez (James Saumarez, 1st Baron De Saumarez, 1st Baronet Saumarez de Saumarez) (11. března 1757, St. Peter Port, Guernsey – 9. září 1836, St. Peter Port, Guernsey) byl britský námořní vojevůdce, v Royal Navy dosáhl hodnosti admirála (1814). Zúčastnil se bojů v koloniích, později vynikl v napoleonských válkách, v roce 1831 byl povýšen na barona a vstoupil do Sněmovny lordů.

## Životopis

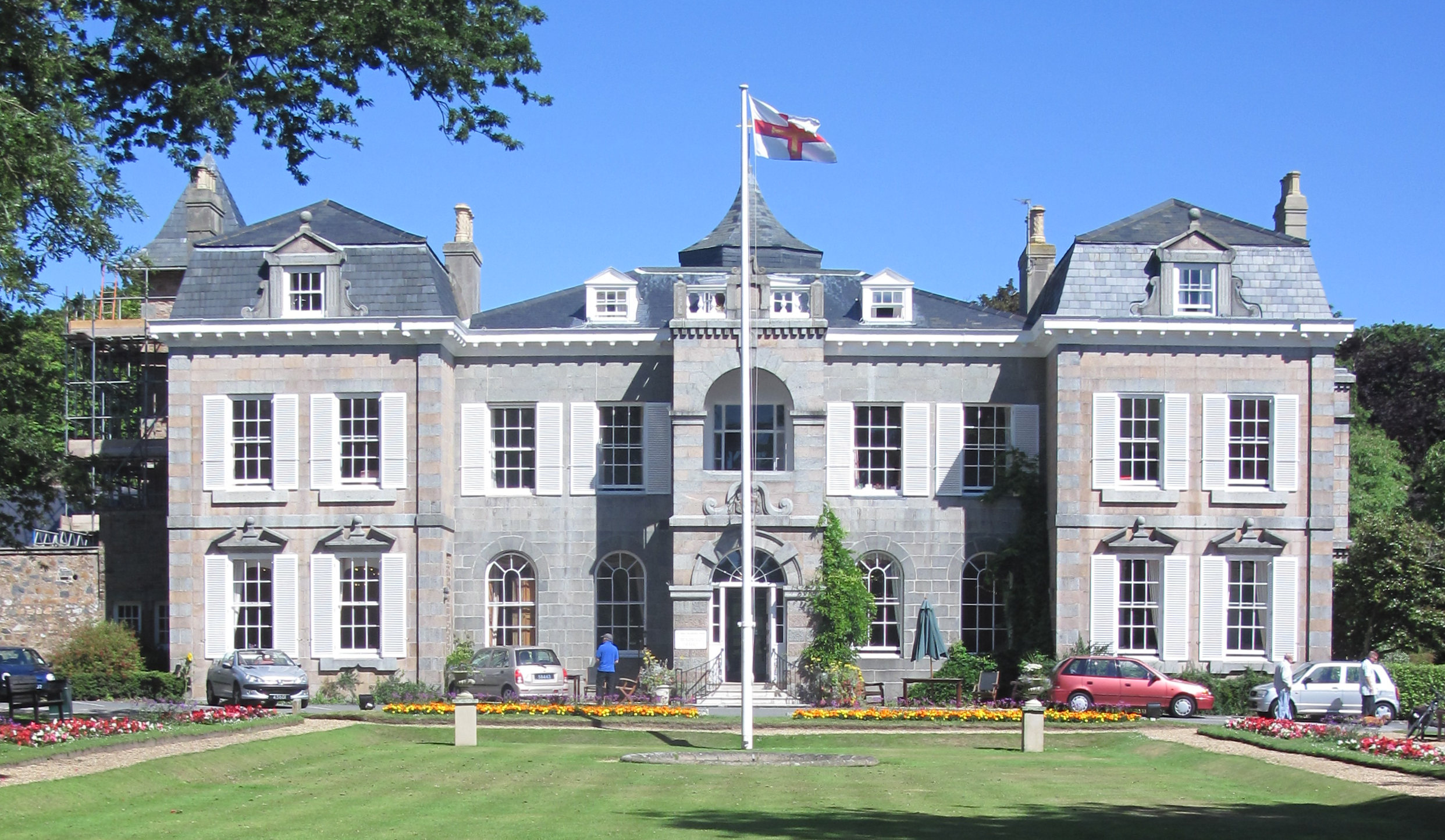
Zámek Saumarez Park na ostrově Guernsey, sídlo rodu Saumarez

Pocházel z rodiny s tradiční službou v námořnictvu, narodil se na ostrově Guernsey jako nejstarší syn Matthewa Saumareze (1718–1778). Do námořnictva vstoupil jako dobrovolník již v deseti letech, pak ještě studoval v Londýně, definitivně se námořníkem stal v roce 1770. Sloužil postupně pod admirály Peterem Parkerem, Hyde Parkerem nebo Samuelem Hoodem, ve válce proti USA vynikl statečností a iniciativou. V roce 1781 byl zraněn a dosáhl hodnosti kapitána, poté byl až do roku 1793 mimo aktivní službu.
Do služby byl povolán znovu v roce 1793 ve válce proti revoluční Francii, ještě téhož roku byl povýšen do šlechtického stavu, později se vyznamenal v bitvě u Svatého Vincenta. Pod velením admirála Jervise se zúčastnil blokády Cádizu, v roce 1798 byl zraněn v bitvě na Nilu. V roce 1801 dosáhl hodnosti kontradmirála. Téhož roku se proslavil vítězstvím u mysu Algeciras nad spojeným francouzsko-španělským loďstvem. Za toto vítězství získal titul baroneta, čestné občanství v Londýně a roční penzi ve výši 1 200 liber. S hodností viceadmirála odešel v roce 1803 dočasně do výslužby, znovu se do napoleonských válek zapojil v roce 1809 jako velitel v Baltském moři. V této funkci měl za úkol chránit britský obchod a blokádu severoněmeckých přístavů, které byly pod francouzskou kontrolou. Po skončení napoleonských válek byl povýšen na admirála (1814) a v roce 1815 obdržel velkokříž Řádu lázně, později zastával čestné hodnosti kontradmirála Spojeného království (1819–1821) a viceadmirála Spojeného království (1821–1832). V roce 1831 byl povýšen na barona a stal se členem Sněmovny lordů. Současným nositelem titulu je Eric Saumarez, 7. baron De Saumarez (*1956).
Jeho mladší bratr Thomas Saumarez (1760–1845) sloužil v armádě a jako generál byl velitelem v Novém Brunšviku.